# داستان‌های کمپ آتش (فیلم ۱۹۹۷)
داستان‌های کمپ آتش (به انگلیسی: Campfire Tales) فیلمی محصول سال ۱۹۹۷ و به کارگردانی مارتین کونارت و دیوید سمل و مت کوپر است. در این فیلم بازیگرانی همچون جیمز مارسدن، ایمی اسمارت، ران لیوینگستون، کریستین تیلور، گلن کوئین، جاسیندا بارت، جی آر فرگوسن، کریستوفر مسترسن و آلکس مکنا ایفای نقش کرده‌اند.